# Ierarhie

Pictogramă a ierarhiei - oameni pe o "scară"

O ierarhie (în Greacă: ιεραρχία, e derivat de la ιερός-ieros, sacru, și άρχω-arho, regulă) este un sistem de ranguri pentru a clasifica oameni și lucruri, unde fiecare element al sistemului (cu excepția celui mai înalt element) e subordonat unui alt element.
Unul din primii oameni care au utilizat acest termen a fost Pseudo-Dionisie Areopagitul, care a folosit cuvântul în contextul unei ierarhii celeste și al unei ierarhii ecleziastice . Aceasta a fost originea definiției "domnia preoților". Unele biserici, ca cea Romano-Catolică și cea Ortodoxă au tabele de organizare care sunt "ierarhice" în sensul modern al cuvântului (tradițional, Dumnezeu este zenitul ierarhiilor). Astăzi acest termen este întrebuințat pentru a denumi sisteme ierarhice similare și în alte contexte.
O ierarhie poate uni unități direct sau indirect, vertical sau orizontal. Unele legături directe într-o ierarhie sunt la superiorul tău, sau la unul din subordonații tăi. Legături indirecte, însă pot să se extindă "vertical" în sus sau în jos pe mai multe căi în aceași direcție. Totuși, toate părțile ierarhiei care nu sunt unite într-un mod vertical pot fi unite între ele într-un mod "orizontal" printr-o cale care merge în sus până la primul superior comun și apoi înapoi în jos. Acest concept este ilustrat de către doi colaboratori, unde nici unul nu este șeful celuilalt, însă ambii au un superior în comun pe un rang mai înalt.

## Cerere
- În știință, ca metodă de clasificare (de exemplu, clasificarea speciilor biologice), corespunde caracteristicilor generale și particulare. Adesea, această metodă de clasificare este asociată cu geneza.
- În structurile sociale, corespunde principiului subordonării nivelurilor inferioare ale superiorului.
- La proiectarea și operarea obiectelor tehnice, aceasta corespunde "detalierii": împărțirea obiectelor mari în cele mai mici.
- Planificarea este o metodă de detaliere a planurilor.
- În programarea ca o metodă de generare de la un strămoș comun a unor obiecte care au caracteristici tot mai detaliate (moștenire).